# Pamplona (Cagayan)
Pamplona è una municipalità di quarta classe delle Filippine, situata nella Provincia di Cagayan, nella Regione della Valle di Cagayan.
Pamplona è formata da 18 baranggay:
- Abanqueruan
- Allasitan
- Bagu
- Balingit
- Bidduang
- Cabaggan
- Capalalian
- Casitan
- Centro (Pob.)
- Curva
- Gattu
- Masi
- Nagattatan
- Nagtupacan
- San Juan
- Santa Cruz
- Tabba
- Tupanna